# الموجم (مناخة)

تعديل مصدري - تعديل

الموجم هي إحدى قرى عزلة متوح بمديرية مناخة التابعة لمحافظة صنعاء، بلغ تعداد سكانها 390 نسمة حسب تعداد اليمن لعام 2004.